# A91 (Italië)
De Autostrada A91 is een snelweg van slechts 18 kilometer lang in de regio Lazio. De weg verbindt de autostrada A12 en de Romeinse luchthaven Leonardo da Vinci met de Ring Rome en het centrum van de stad.